# スピーシーズX 美しき寄生獣
『スピーシーズX 美しき寄生獣』（スピーシーズエックス うつくしききせいじゅう、原題：DECOYS）は、2004年公開のカナダのSFホラー映画。日本未公開。

## 概要
邦題に『スピーシーズX』とあるが、1995年公開のアメリカ映画『スピーシーズ 種の起源』に端を発す、一連のシリーズとは無関係の作品。
作中で寮としてロケに使われているのは、カナダの首都オタワにあるオタワ大学で、キャンパスの大部分はオタワ大学内で撮影された。
2007年に続編『スピーシーズXX 寄生獣の誘惑』が制作され、本作からキャストのコリー・セヴィエールとキム・ポイリアー、製作のフランコ・バティスタとトム・ベリーが引き続き参加している。

## あらすじ
カナダの大学寮で過ごしているロジャーは、女のことで頭が一杯の童貞。友人のルークと寮の洗濯室でビールを飲んでいる最中、リリーとコンスタンスという2人のブロンド美女と出会う。リリーが洗濯室に忘れた硬貨を返そうと彼女らの部屋に向かったルークは、そこで美女たちの秘密を知ってしまう。リリーの胸部から伸びた触手がコンスタンスを愛撫していたのだ。しかも上半身裸になった彼女たちには、へそがなかった。自室に戻ったルークはロジャーにそのことを話すが、ロジャーは相手にしなかった。
大学の社交パーティーがあった翌朝、大学付近の林の近くで男子学生のボビーが凍死体で発見される。ボビーは目と口を大きく開いたまま死んでおり、外傷はなく、何故か勃起していた。検死の結果、ボビーは口からホース状の物を押し込まれ、内臓から外に向かって凍って行ったと判明。フランシス警部とアマンダ刑事が変死事件の捜査を担当することになるが、アマンダはかつてルークと恋人関係にあった女性だった。一方、ルークとロジャーの男友達ギビーは、恋人のナターシャと墓地でセックスを始める。騎乗位のナターシャは猛烈な勢いで腰を振り、彼女の中に射精したギビーが感激している最中、ナターシャの胸から複数の触手が伸びてギビーの口内へと侵入して行った。エイリアンの子を植え付けられたギビーは身体の内側から凍り始めて死亡し、それを見たナターシャは失敗に気付いて落胆する。
ルークはリリーたちの怪しい正体を突き止めようと、ガールフレンドのアレックスと組んで自分の部屋に盗撮用カメラを仕掛け、リリーをベッドに誘い込む。複数のキャンドルに火を灯した暗い部屋でセックスが始まりそうなその時、隠し撮りされていることに気付いたリリーは胸部から触手を出してルークを襲う。触手の1本がベッドサイドのキャンドルを倒して毛布に火が移ると、炎に怯えたリリーは恐ろしいエイリアンの正体を現わし、奇声をあげて部屋から逃走した。ルークは、美女に変身したエイリアンたちは冷気を好んで火を恐れていると確信する。ロジャーと真剣に関わり合うようになったコンスタンスは、彼の人柄に惹かれて自分たちの正体を打ち明ける。種族の繁殖のために男の遺伝子を求めて2年前に地球に来たものの、互いに好意を抱いてセックスしている最中でないと、男性に子を植え付ける繁殖行為の成功率が下がるという。ロジャーはコンスタンスとセックスを行ない、彼女の触手を口内に受け入れて繁殖は成功したかに見えたが、エイリアンの幼体を口の中から出した後でロジャーは凍って死亡。彼を愛していたコンスタンスは動揺する。
親友を失ったルークは怒りに燃え、小型の火炎放射器を武器にエイリアンの一味に戦いを挑む。ナターシャとリリーを炎で焼き殺すが、コンスタンスはエイリアンに変身して抵抗を続けた。ルークが斧で壊した高圧パイプから熱い蒸気が吹き出し、全身にそれを浴びたコンスタンスは死亡した。目撃者も多かったことからエイリアンの存在は周知され、ルークはアマンダに後のことを任せてアレックスと共に部屋に帰る。アレックスをセックスを始めようとしたルークだが、服を脱がせると彼女にもへそがなく、ベッドでルークの上に跨ったアレックスの胸から触手が飛び出した。

## 登場人物
ルーク・キャラハン
演 - コリー・セヴィエール
主人公。カナダのとある大学の新入生。寮のランドリー室で金髪美女のリリーとコンスタンスに出会い、魅了される。その直後、偶然から彼女たちの秘密を知ってしまう。
ロジャー
演 - エリアス・タフェキス
ルークの親友でルームメイト。童貞。コンスタンスにパーティーに誘われ、有頂天になる。心臓に持病があり、薬を常用している。
リリー・ビンセント
演 - ステファニー・フォン・フェッテン
ルークたちの前に現れた金髪美女の1人。大学のミスコンに女子学生クラブの代表として選ばれるほどの美貌の持ち主。
コンスタンス・スノーデン
演 - キム・ポイリアー
ルークたちの前に現れた金髪美女の1人。リリーの従姉妹。リリーに対してライバル意識を持っている。この映画は、キム・ポイリアーにとって初めての主演作である
ナターシャ
演 – キャリー・コーラック
リリーやコンスタンティンの仲間の女性。夜の墓地で同じ大学の男ギビーとセックスをする。
アレックス
演 - ミーガン・オリー
ルークの友人の女子学生。ルークに気があるが、彼からは異性として意識されていない様子。
ヴィッキー・ビッカーズ
演 - クリスタ・モーリン
リリーたちの所属する女子学生クラブのリーダー。
フランシス・カーク
演 - リチャード・バージ
ルークたちの大学で起きた変死事件の捜査を担当する警部。被害者が死亡する直前にルークと争っていたため、彼に疑いの目を向ける。
アマンダ・ワッツ
演 - ニコール・エガード
カークの部下の女刑事。ルークとは旧知の仲。

## 出演者
| 役名                     | 俳優                             | 日本語吹き替え                                                                         |
| ------------------------ | -------------------------------- | -------------------------------------------------------------------------------------- |
| ルーク・キャラハン       | コリー・セヴィエール             | 羽多野渉                                                                               |
| ロジャー                 | エリアス・タフェキス             | 斉藤瑞樹                                                                               |
| リリー・ビンセント       | ステファニー・フォン・フェッテン | 山田美穂                                                                               |
| コンスタンス・スノーデン | キム・ポイリアー                 | 前田ゆきえ                                                                             |
| その他                   | N/A                              | 小野健一、根谷美智子 小島幸子、安齋龍太 大内和代、上田早紀 松原大典、須賀晴海 堂坂晃三 |
| 日本語版制作スタッフ     |                                  |                                                                                        |
| 演出                     | 演出                             | 渋江博之                                                                               |
| 吹替翻訳                 | 吹替翻訳                         | 高師たまみ                                                                             |
| 制作                     | 制作                             | AMG Studio                                                                             |

## スタッフ
- 監督 - マット・ヘイスティングス[8]
- 製作 - フランコ・バティスタ[8]
- 製作総指揮 – トム・ベリー[8]
- 脚本 - マット・ヘイスティングス、トム・ベリー[8]
- 撮影 - ダニエル・ビレニューブ[8]
- 編集 - イザベル・レヴェスク[6]
- 美術 - アンドラーシュ・ケルテース[6]
- 音楽 - ダリル・ベネット[8]、ジム・ガットリッジ[8]
- 衣装デザイン - スー・フィヤルコウスカ[6]
- 特殊メイク - ブルーノ・ガティエン[6]、ジョナサン・ラヴァレ[6]
- デジタル合成 - パトリック・ベルジェロン[6]
- 視覚効果スーパーバイザー - イヴ・ベランド[6]、アラン・ラシャンス[6]
- CGIエフェクト・スーパーバイザー - ピエール・テリオー[6]

## 評価
『スピーシーズX 美しき寄生獣』は、IMDbで4.7/10の評価を付けられ、Rotten Tomatoesでの一般評価は支持率が僅か25％に留まっている。
映画評論家デヴィッド・ヌセアは『Reel Film』のレビューで「久しぶりに劇場公開されたカナダ製ホラー映画なので、期待外れに終わったのは少し残念です。決して悪い映画ではないものの、この作品がカナダのホラー業界に活力を与える可能性は低いでしょう」と、残念さを滲ませながらも「ヘイスティングス監督は、時折奇妙な演出スタイルを選択するが、上手く物語を進めている。例えばこれが『スピーシーズ』のような映画になる可能性があったかを考えると、割と成功しています」と評して、4点満点中2.5点をつけた。
『Rivets on the Poster』のマーク・コールは「これはSyfyネットワークによる『スピーシーズ』の新解釈ですが、同社が制作したオリジナル作品の中では優れた部類に入るし、ある程度の魅力がある。続編が作られるほどには人気がありました」として高評価を下した。
『Horror Thriller』のレビュアー、ケリー・パークスは「不必要なヌードが沢山あるし、くだらないB級SF映画だと理解していますが、ユーモアも素敵な演出も沢山あります。問題がないわけではありませんが、驚くほど良い映画だということは言えます」と評している。
『スピーシーズX 美しき寄生獣』は、『ギズモード』が選出する“映画史上最も恥ずかしいエイリアンの子作りシーン”にもランキングされた。「”DECOYS（原題）”のエイリアンは、人間の男性の喉の奥に触手を突っ込み、卵子を送り込んで妊娠させます。そしてどういうわけか、エイリアンは変身能力を使って、男性にとって究極のファンタジーの姿になります。そうすることで男を興奮させるからです。しかしその交尾は、氷点下の寒さで行なわなければなりません。分かりますか？」と紹介されている。